# Casino Johannastraße 2
Das ehemalige Casino Johannastraße 2 im niedersächsischen Nordenham-Friedrich-August-Hütte/Blexenersande im Landkreis Wesermarsch stammt von 1913.

Aktuell (2023) wird es von der Weser Metall genutzt.
Das Gebäude steht unter Denkmalschutz (siehe auch Liste der Baudenkmale in Nordenham).

## Beschreibung
Friedrich-August-Hütte (FAH) war Anfang 1900 ein kleiner Ort, der durch die Industrialisierung u. a. mit den Metallwerken Unterweser AG von 1906/08 (heute Nordenhamer Zinkhütte – A Glencore Company) einen Einwohnerzuwachs hatte.
Das zweigeschossige traufständige verputzte Eckgebäude mit Mansarddach und dem prägenden Giebelrisalit mit vier Pilastern im EG wurde 1913 als Kasino Friedrich August Hütte der Metallwerke Unterweser gebaut. Es diente der Belegschaft zur Pflege des kulturellen Lebens und wurde durch einen Werksverein betreut. Die Niederdeutsche Bühne Nordenham De Plattdüütschen nutzte das Haus in den 2000er Jahren bis Ende 2023 (danach Mühlenstraße bzw. Dorfkrug in Abbehausen).